# Antiopé (Aszóposz leánya)

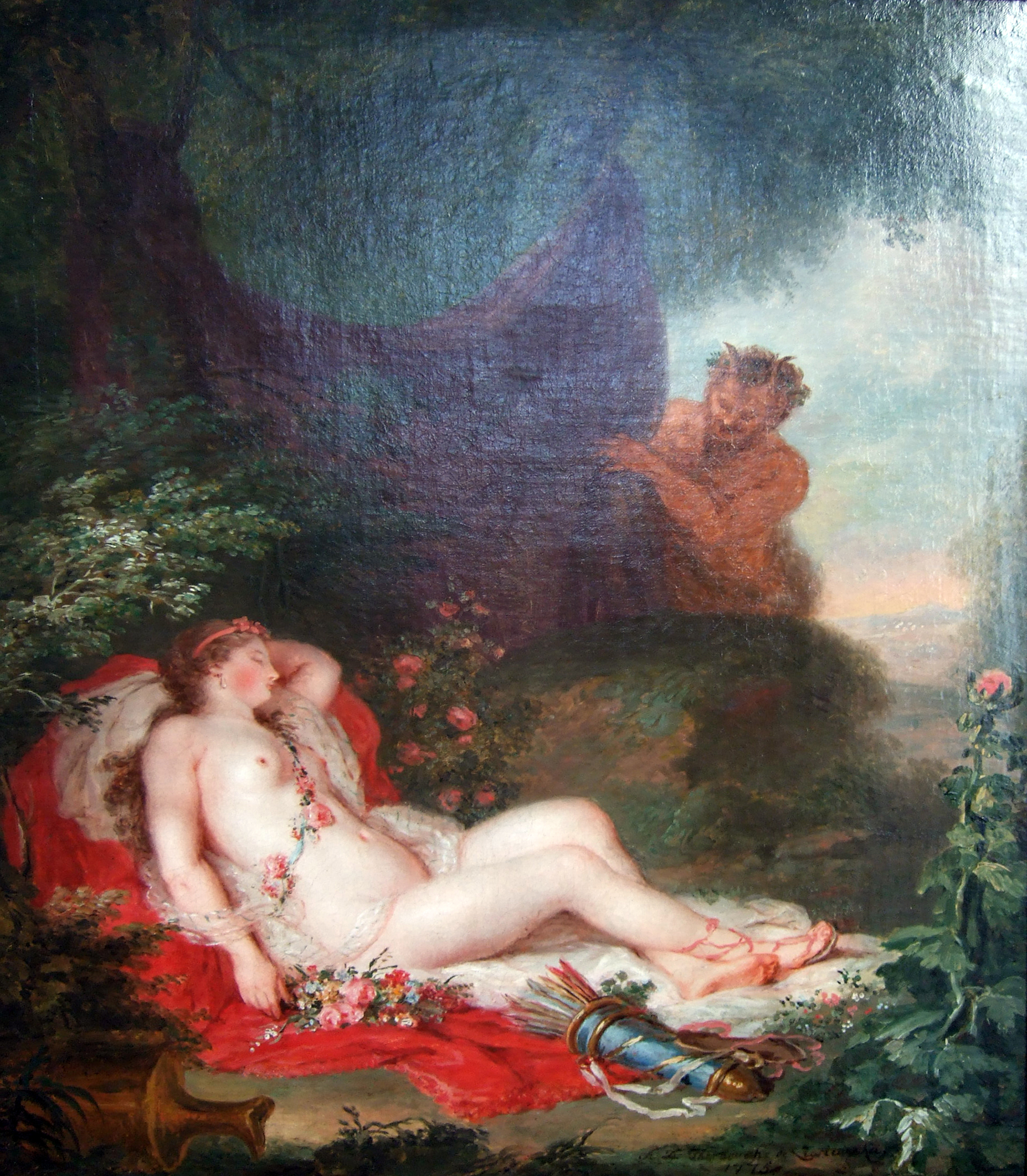
Anna Dorothea Therbusch: Jupiter és Antiope. 1775

Antiopé, thébai királylány a görög mitológiában, az Odüsszeia szerint Aszóposz folyamisten lánya, más források szerint szülei Nükteusz és Polükszó voltak. Apollodórosznál bátyja, Lükosz szerepel Aigüptosz és Argüphia fiaként.
Zeusz szatír alakjában közeledett a lányhoz és teherbe ejtette. Antiopé haragos apja elől Sziküónba menekült, ahol Epópeusz király felesége lett. Nükteusz szégyenében öngyilkos lett, de halála előtt megeskette bátyját, Lükoszt, hogy meg fogja torolni a becsületén esett sérelmet. Lükosz megtámadta és leigázta Sziküónt, Epópeuszt megölte, Antiopét pedig magával hurcolta Thébaiba. A visszafelé úton a boiótiai Eleutheraiban Antiopé ikreket szült, és kitette őket a Kitharión hegyére. Egy pásztor megtalálta a csecsemőket, az Amphión és Zéthosz nevet adta nekik, és felnevelte őket.
Lükosz és felesége, Dirké, tömlöcbe vetették Antiopét, és kegyetlenül bántak vele. Egyszer azonban bilincsei maguktól lehulltak, Antiopé pedig fiaihoz menekült. A fiúk Dirkét bosszúból egy bika szarvaira kötözték, és amikor már halálán volt, egy forrásba dobták. Dionüszosz tébollyal sújtotta Antiopét, így büntetve fiait. Az asszonyt Phókosz meggyógyította, majd feleségül vette. 
A Farnese-bika szoborcsoporton, amely Dirké bűnhődését ábrázolja, Antiopé a háttérben szemlélőként van jelen. Antiopé tragikus történetét Euripidész, Marcus Pacuvius és Livius Andronicus dolgozták fel, ezek a drámák azonban nem maradtak fenn. (Euripidész darabjának töredékeit Caius Iulius Hyginus, az Apollodori Bibliotheca és Apollóniosz Rhodiosz közvetítésével ismerjük.) A történet legrészletesebben Propertiusnál található meg. 